# Деннер (футболист)
Деннер Алвес Эванжелиста Перейра (порт.-браз. Denner Alves Evangelista Pereira; родился 25 февраля 2008), или же просто Деннер (порт.-браз. Denner) — бразильский футболист, левый защитник клуба «Коринтианс».

## Клубная карьера
Воспитанник академии «Коринтианс». В январе 2025 года принял участие в Копинье — молодёжном кубке штата Сан-Паулу, дойдя с клубом до финала. Всего за турнир забил 3 гола и отдал 1 голевую передачу, став одним из лучших игроков розыгрыша. В начале марта 2025 года некоторые СМИ заявили, что английский клуб «Челси» договорился о трансфере Деннера летом 2026 года.

## Карьера в сборной
Весной 2025 года вместе со сборной Бразилии до 17 лет одержал победу в чемпионате Южной Америки.

## Достижения
Сборная Бразилии (до 17 лет)
- Чемпион Южной Америки (до 17 лет): 2025